# Sửa đổi đầu tiên trên Wikipedia

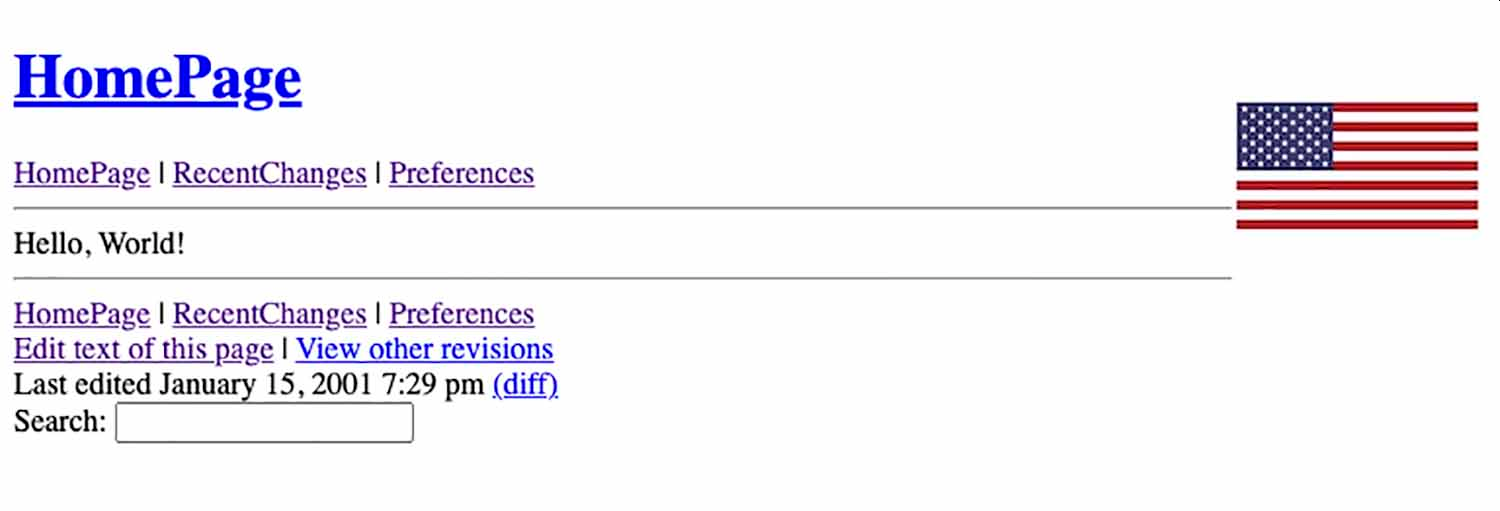
Bản tái tạo chỉnh sửa của "Hello, World!", được Christie's bán đấu giá 750.000 USD

Chỉnh sửa đầu tiên còn hiện trong cơ sở dữ liệu của Wikipedia được thực hiện trên Trang Chính (HomePage) vào ngày 15 tháng 1 năm 2001, với dòng chữ "This is the new WikiPedia!" ("Đây là WikiPedia mới!"). Tháng 12 năm 2021, người đồng sáng lập bách khoa Jimmy Wales đã thông báo ông sẽ bán một trang web chứa bản chỉnh sửa sớm hơn so với sửa đổi trên cho người trả giá cao nhất dưới dạng Token không thể thay thế (NFT), mà ông nói rằng do ông thực hiện và sớm sau đó nó bị xóa, có nội dung "Hello, World!".

## Bối cảnh
Khái niệm về bách khoa toàn thư dưới dạng phần mềm mở siêu văn bản, có sự hợp tác của nhiều cá nhân, lần đầu tiên được đưa ra trong những năm 1990; Richard Stallman đã đề xuất ý tưởng cho ra đời một "bách khoa toàn thư phổ cập và nguồn kiến thức tự do" vào năm 1998. Đến 2001, Larry Sanger tạo nên Wikipedia và coi trang web như một nơi để người dùng tình nguyện tạo ra các bài viết, sau đó có thể được "đưa vào" Nupedia, dự án bách khoa toàn thư do Jimmy Wales sáng lập, viết nên bởi "những người đóng góp tình nguyện có trình độ", thông qua nhiều bước trong quy trình bình duyệt. Một tin nhắn do Sanger gửi đến danh sách thư trên Nupedia có nội dung "Hãy chiều lòng tôi [...] đến đó và tạo một bài viết nhỏ. Tất cả chỉ mất năm hoặc mười phút ". Ngày 13 tháng 1 năm 2001, tên miền của Wikipedia đã được đăng ký, và ngày 15 tháng 1 cùng năm Wikipedia chính thức đi vào hoạt động.

## Sửa đổi đầu tiên

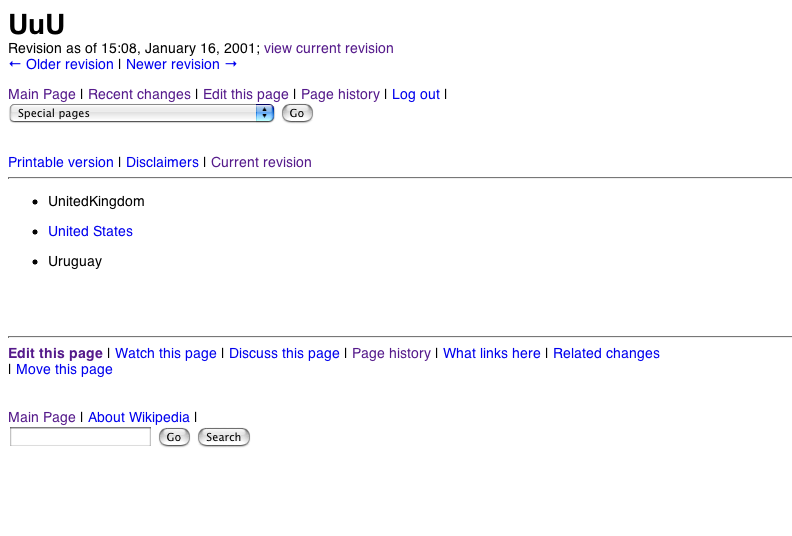
Phiên bản sửa đổi ngày 16 tháng 1 năm 2001 trên trang UuU, trước đây được coi là bản chỉnh sửa còn tồn tại sớm nhất trong cơ sở dữ liệu của Wikipedia

Trong quá khứ, chỉnh sửa sớm nhất còn sót lại trong cơ sở dữ liệu của Wikipedia là bản sửa đổi vào ngày 16 tháng 1 năm 2001 tại trang UuU, được tạo dưới dạng danh sách các quốc gia bắt đầu bằng chữ U và sở hữu tiêu đề kỳ lạ do phần mềm sử dụng tại thời điểm đó. Tuy nhiên, lịch sử trang trong thời gian này không được phần mềm UseModWiki lưu trữ một cách đáng tin cậy; vào năm 2010, các bản ghi không thể truy cập trước đây về những phiên sửa đổi đầu tiên trên UseModWiki đã được nhà phát triển Wikimedia Tim Starling tìm thấy trong kho lưu trữ. Đến năm 2019, khi nhập số chỉnh sửa này vào cơ sở dữ liệu của Wikipedia, người ta đã tìm thấy sửa đổi sớm nhất xuất hiện là vào ngày 15 tháng 1 năm 2001, bởi một người ẩn danh sử dụng máy chủ office.bomis.com; đây là sửa đổi khởi tạo Trang Chính dự án, với dòng chữ "This is the new WikiPedia!". Khi được thông báo về việc nhập các bản chỉnh sửa này vào cơ sở dữ liệu, Wales đã cho biết:
Nói đúng ra, đây là những sửa đổi sớm nhất có thể tìm thấy, nhưng không phải bản sửa đổi sớm nhất. Trong những ngày đầu dùng Usemod wiki, tôi đã thực hiện rất nhiều thao tác xóa *trên ổ cứng* (vì đây là cách duy nhất để làm điều đó). Tất nhiên chúng sẽ không bao giờ được tìm thấy. Những từ đầu tiên, sau đó đã sớm bị xóa, là "Hello, World!"

## Token không thể thay thế
Vào ngày 3 tháng 12 năm 2021, thông qua nhà đấu giá Christie's, Jimmy Wales đã thông báo rằng ông sẽ bán một Token không thể thay thế (NFT) của bản tái tạo sửa đổi mà theo những gì ông tuyên bố là bản chỉnh sửa Wikipedia đầu tiên, được thực hiện sớm hơn so với sửa đổi chứa dòng chữ "This is the new WikiPedia!", cùng với chiếc Strawberry iMac mà ông từng dùng để tạo trang web. Bản chỉnh sửa của Wales thực hiện vào lúc 18:29 UTC ngày 15 tháng 1 năm 2001 tại Trang Chính, chứa dòng chữ "Hello, World!"; sửa đổi này được tạo ra để kiểm tra hệ thống và sớm sau đó đã bị xóa. Wales cũng lập nên trang web "Edit This NFT", trong đó chỉ hiển thị bản sửa đổi gốc; người mua sẽ có quyền chỉnh sửa trang này. Sửa đổi trên được bán với giá 750.000 USD.
Nhiều thành viên Wikipedia đã phản đối việc bán sửa đổi vì nhiều lý do. Một số biên tập viên, bao gồm cả các quản trị viên, lập luận rằng việc Wales sử dụng trang hồ sơ người dùng của chính mình để quảng cáo cho việc bán hàng là vi phạm các nguyên tắc ở Wikipedia về tự quảng bá bản thân. Số biên tập viên khác cũng chỉ trích việc bán token này với lý do sự khan hiếm nhân tạo của NFT không phù hợp với nguyên tắc về kiến thức mở có thể chỉnh sửa của dự án. Nhìn chung, những thành viên này không phản đối việc bán chiếc iMac nhưng phản đối việc bán NFT vì nó đại diện cho thứ mà họ cho là một làn sóng tiền tệ hóa đang xâm nhập vào nền tảng.